# نعت (شعر)

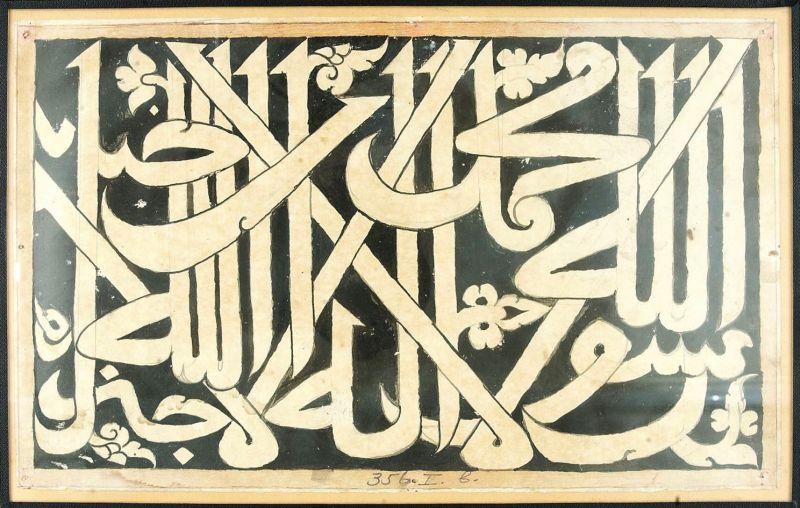
النعت هو مدح النبي محمد

نَعَت ((بالبنغالية: নাত)‏ ، (بالأردوية: نعت)‏) هي أناشيد من الشعر في مدح النبي الإسلام مُحمدّ عليه صلاة والسلام. هذه المُمارسة شائعة في جنوب آسيا (بنغلاديش وباكستان والهند)، وهي شائعة في لغات سيلهيتي أو الباشتو أو البنغالية أو الأردية أو البنجابية، يُعرف الأشخاص الذين يقرأون نعت باسم نعت خوان أو سناء خوان. يختلف الحمد عن النعت، فالحمد يتمثل في ذكر «لله عز وجل» تعظيماً لوحدانيته، ولا يجب الخلط بينه وبين «النعت».  
يقابل كلامات المدح الآسيوية للرسول في البلدان العربية «بالمديح النبوي».

## التاريخ
من الصعب تتبع تاريخ نعت لأنه لا يمكن العثور على سجل موثق بتاريخ بدء نشاطه. أحد المؤلفين الأوائل، «حسن» كان يعرف بشاعر داربار الرسالة. حتى قبل أن يؤمن بالإسلام كان شاعراً، لكن بعد اعتناق الإسلام، أعطى منعطفاً جديداً لشعره وبدأ في كتابة النعت على شرف النبي محمد صلى الله عليه وسلم. اشتهر بشعره الذي دافع عن الرسول رداً على الشعراء المتنافسين الذين هاجموه بدينه الجديد. لذلك، يُعرف حسن كأول سناء خوان في ذلك الوقت. بعد ذلك، اتبعه الكثير من الشعراء في هذا الاتجاه وكرسوا أنفسهم في اتمام كتابة الناعيات.
تعتبر طلع البدرُعلينا من أوائل الناعيات، وهي نشيد من أبيات الشعر ذكرت للرسول أثناء إتمام هجرته إلى المدينة المنورة في عام 622 م.

## اللغة
مصطلح نعت يقابله الأنشودة في العربية، لكن تلفظ في اللغات عديدة بالنعت أو نعات؛ ناعت؛ ناعاة. «النعت الشريف» محجوزة وتستخدم للشعر في مدح الرسول، وتكتب في لغات الباشتو، البنغالية، الأردية، الإنجليزية، التركية، الفارسية، العربية، البنجابية، السندية، سيلهيتية وكشميرية.
في اللغة العربية، يُطلق على الناعات «مدح» أو «نشيد»، على الرغم من أن الأخير يمكن أن يصف أي نوع من الشعر الديني.

## مختارات باللغة الأُردية
- حدائق بكشيش لأحمد رضا خان
- وصل بخشيش محمد إلياس قادري
- Farsh Par Arsh ، 2009 (792760804
- Urdū zabān men̲ naʻt goʼī kā fann aur tajallīyāt ، 2001 (50912916) وحيد أشرف

## أبرز نعت خوان

### شعراء الأوردو
- احمد رضا خان
- مصطفى رضا خان
- حسن رضا خان
- محمد الياس قادري
- سيد وحيد أشرف
- عبيد رضا
- محمد سالم أشرفي كالكاتفي
- عبد الرشيد «عرمان» مظفر بوري
- سيد بيدام شاه وارسي
- أمير خسرو
- مظفر وارسي
- بير سيد مهر علي شاه
- بير سيد نصير الدين شاه «نصير» الجيلاني
- اختر رضا خان

### القراء نعت الأردية
- ابرار الحق
- مشتاق قدري عطاري
- محمد عويس رضا قادري
- حافظ غلام مصطفى قادري
- ساجد قادري
- سيد سوهاردي
- صديق إسماعيل
- خورشيد أحمد
- عبد الرؤوف روفي
- قاري وحيد ظفر قاسمي
- عامر لياقت حسين
- تنوير جاماتي

### مغنيي (أناشيد) عربية
- احمد بوخاطر
- داود وارنسبي
- مسوت كورتيس

## روابط خارجية
```
الشبكي // facebook.com / NaatKhuwani
```